# デリバティブ
金融理論におけるデリバティブ（英: derivative）とは、より基本的な資産や商品などから派生した資産あるいは契約である。金融派生商品（英: financial derivative products）とも言われる。
デリバティブとは、基礎となる金融商品（原資産）の変数値（市場価値あるいは指標）によって、相対的にその価値が定められるような金融商品をいう。本来のデリバティブ取引は、債券や証券（株式や船荷証券、不動産担保証券など）、実物商品や諸権利などの取扱いをおこなう当業者が、実物の将来にわたる価格変動を回避（ヘッジ）するためにおこなう契約の一種である。原資産の一定割合を証拠金として供託することで、一定幅の価格変動リスクを、他の当業者や当業者以外の市場参加者に譲渡する保険（リスクヘッジ）契約の一種である。市場で取引される債券・商品には「標準品」「指数」がある。
ここ半世紀、USドルなどがユーロカレンシーとして流出し相場を上げる一方である。したがって為替ヘッジコストは一向に下がる気配がない。これまで多くの大事件に絡んできたデリバティブだが、需要は健在である。尚、デリバティブの利用目的には「リスクヘッジ」の他、「スペキュレーション（投機）」「アービトラージ（裁定取引）」がある。差金決済取引や空売りで利用するのである。
身近なデリバティブとしては手付がある。手付の交換により売買契約を締結した場合に着手前であれば、買い手は手付を手放すことで契約を破棄できる。また、売り手により契約を破棄された場合は手付の倍額を受け取ることが出来る。買い手も売り手の一方的な契約破棄の場合、手付金は返さなくても良い。また、より良い売り手（最初の買い手と締結した手付の二倍以上の差額で契約できた場合）が後で見つかった場合は、倍額の手付金を返すことで契約を破棄できる。

## 概要

### 店頭市場と会計戦争
デリバティブ市場には二種類ある。金融商品取引所などの公開市場を介さない相対での取引（店頭デリバティブ）と、公開市場を介する取引（市場(上場)デリバティブ）である。取引規模としては市場デリバティブより店頭デリバティブの方が圧倒的に大きい。店頭デリバティブ市場は1980年代初頭にユーロカレンシー・ユーロ債市場で発生した。発行体のバランスシートには載らないオフバランス取引が、デリバティブについては堂々と行われていた。
1984年、財務会計基準審議会が緊急問題専門委員会（EITF）を設置して、オフバランス金融に関する問題を集中討議した。委員会は金融商品ごとの事後対応に限界を感じて、審議会に包括的な会計基準をつくることを要請した。1986年5月、審議会は委員会の要請を討議の項目に加えた。さしあたりディスクロージャーさせて実態を認識し、各デリバティブを負債/資本項目のいずれとするべきかを考えることにしたが、悠長な姿勢は機関投資家をグローバルに増長させた。ようやく1990年3月と1991年12月にそれぞれ基準書を公表して、審議会はディスクロージャーの充実を図った。これらの基準はリスクの顕在化しないデリバティブをディスクロージャーの対象外とする甘いものであった。この点、1994年10月の対応で打ち切りとなった。
ビッグバン目前の1985年12月、英国勅許会計士協会が「オフバランス金融と粉飾決算」という真面目な会計基準を公表した。実質的な経済効果を重要とするウェールズの会計基準であったが、しかし法律専門家が反発して論争がおこった。機関投資家の時間稼ぎであった。会計委員会の示す妥協案は、支持されながらも会社法改正作業で施行されなかった。会計委員会が蒸し返すと、後継の会計基準審議会（Accounting Standards Board）は早急に基準化はできないといい、またも時間がすぎた。1993-4年に分厚いレポートが出たものの、やはり遅く、内容も結果から推察されるあまいものだった。

### 特別目的事業体
レバレッジ効果を有するデリバティブは、会計基準の緩さを良いことに、たびたび投機の対象となり多額の損失を生じた。シティコープが栄える一方で、カリフォルニア州・オレンジ郡などの運用セクションがデリバティブによる資産運用を失敗したことにより、その地方行政の存続に大きな影響を与えた。イギリスでは特別目的事業体を駆るクーツ商会（現RBS）出身のディーラーがデリバティブ投機でベアリングス銀行を倒産させた。これらを反省して、多くの会社は、このようなデリバティブへの投資に対して、リスクをモニタリングする仕組みを導入した。銀行業のデリバティブ投資へは、BIS規制や金融検査マニュアル等が自主的な危険管理を促した。
しかし特別目的事業体というのは、エンロン問題の一環でもあったが、パナマ文書で機関投資家の金づるとなっている実態が一層あきらかとなったものであり、モーゲージの証券化（MBS量産による信用創造）も担っていたので、これに関わる規制は大分手心を加えられた。世界金融危機は起こるべくして起こった。流動性の乏しいデリバティブ商品（相対型の保証契約やCDSなど）はマーケットメイカーから見放された。AIGは連邦準備制度が尻を拭いた。契約相手にかかわる信用リスク（カウンターパーティリスク）が適切に記述できないといった問題点は、1980年代から何も解決されていない。

## 原資産
以下のような原資産が市場デリバティブ取引として取引所で扱われている。店頭デリバティブ取引の場合、金融機関次第で、これ以外にも更に柔軟に色々な物が扱われている。
- 株式・株価指数・上場投資信託
- 債券・金利
- 外国為替
- 暗号通貨
- 天候
- エネルギー・電力
- 貴金属・卑金属
- 農産物・畜産物
- 不動産

2017年の世界における市場デリバティブ取引の原資産別のシェアは以下の通り（中国を除く）。
- 株式・株価指数・上場投資信託 56%
- 債券・金利 18%
- 外国為替 13%
- エネルギー 9%
- その他 4%

かつては金融商品とコモディティで取引所が分かれていることが多かったが、近年は総合取引所としてまとめて扱い、取引所の集約が進んだ。世界ではCMEグループとICEグループという2大デリバティブ取引所グループがある。日本は大阪取引所が大きなデリバティブ取引所である。

## 取引の種類
デリバティブ取引には、主な物として、以下の物がある。
- 外国為替証拠金取引（FX）と差金決済取引（CFD）
- 先物取引
- 先渡取引
- オプション取引
- スワップ取引
- カバードワラント
- クレジットデリバティブ
- スワップション

### 先物取引
先物取引とは、将来の定められた期日（清算日）に、特定の標準化商品（穀物などの農産物・石油などの鉱物のうち標準的な指標となる特定銘柄）あるいは経済指標（為替レートや日経平均株価 = 日経225など）を、「定められた数量」、「定められた価格」で、「売り」「買い」を保証する取引の一種で、先物取引は通常は差金決済による証拠金取引であるため、取引の対象とする原資産の価額（単価×数量）の一定％を担保（証拠金:価格変動による追加証拠金ないし強制決済あり）として支払うことで、一定範囲の価格変動リスクを保険（リスクヘッジ）しながら結ぶ契約であることに特徴がある。
取引の大部分は、ほとんどが清算日（限月/期日）までに同限月モノに対して反対売買を行い、買値より値上がりしている場合は差額を受け取り、値下がりしている場合は差額を支払う、ことで決済される差金決済が主流である。このため、その商品を最終的に入手したい実需家（当業者）が、調達市場としてこの取引市場を利用することは前提としていない。この点が先渡取引と異なる。一方で、価格形成の「読み」や期待が実需家（当業者）以外の広範な市場参加者から持ち寄られる特性があり、現在価格が安すぎると思う場合には買建て、高すぎると思う場合に先物商品が売建てられることで、期待や予測の反照として実物商品の価格が強く影響を受ける関係にあると考えた方がよい。実物を取り扱う市場参加者や当業者にとっては、対象となる実物価格と先物市場での売買価格との差を利用した裁定取引が可能であり、実物価格は先物価格と連動することが多い。
株価指数先物取引
株価指数を対象とした先物取引
個別株先物取引
個別株を対象とした先物取引。日本の取引所では扱われていない。
国債先物取引
1年超の国債を対象とした先物取引
短期金利先物取引
3ヶ月などの短期金利を対象とした先物取引
外国為替先物取引
外国為替のデリバティブ取引としては、外国為替証拠金取引・外国為替先物取引・外国為替先渡取引（為替予約やノンデリバラブル・フォワード）がある。外国為替証拠金取引（FX）は現在の為替レートで取引を行うスポット取引である。外国為替先物取引と外国為替先渡取引は未来の日時に指定した為替レートで取引を行うものである。外国為替先物取引は取引最終日と取引金額の単位が事前に決まっていて、差金決済で決済を行い、シカゴ・マーカンタイル取引所などの市場で扱われるのに対して、外国為替先渡取引は顧客が金融機関などで行い、予約日や取引金額は自由に相対取引で決められる。
商品先物取引
穀物（コメ・大豆など）、砂糖、石油、貴金属（金・銀・白金）など
2007年まで証券取引法では以下の用語が使われていた。後継の金融商品取引法では使われていない用語である。
有価証券先物取引（証券取引法第2条13項で使われていた用語）
有価証券を対象とした先物取引で、差金決済が前提であるが実物による受渡も可能。国債先物取引など。
有価証券指数等先物取引（証券取引法第2条14項で使われていた用語）
有価証券から算定された数値（指数）を対象とした先物取引。差金決済のみ。株価指数先物取引（TOPIX先物、日経225先物）など。
外国為替及び外国貿易法では以下の用語が使われている。
金融指標等先物契約（外国為替及び外国貿易法第6条1項14号）
これはデリバティブ取引全般を指す言葉である。名前に反して、金融指標である必要性も無ければ、先物取引である必要性も無い。

### 先渡取引
先渡取引は、先物取引と同じく、将来時点での取引を現在行うものだが、先物市場のようなクリアリングハウス（清算機構）をそなえた取引所を仲介した市場取引ではなく相対取引であり、多くの場合反対売買も行われない。店頭で契約した商品を一週間後に受渡（納品）する、などといった定型的契約の場合は慣習的に現物取引と認識してよいとされるが、一過性で非定型的な取り引き、例えば4月1日に契約した10トンの米国産小麦を輸入して6月1日に指定倉庫で受け渡すような種類の輸入契約では、契約時点と受渡時点での時価の認識にずれが生じるため、会計上は先渡取引として認識する。
一般の先渡納品契約や輸出企業の為替予約など、相対契約の場合は先渡し契約である。先渡契約を締結した受け手がその債権・債務を相対で転売することは先渡取引であるが、市場で売買をする場合は先物取引である。先渡取引は最終的に差金決済ではなく全額で現物決済することが多い。金融商品取引法第2条21項1号では先物取引を、第2条22項1号では先渡取引をデリバティブ取引の一種として定義している。ただし、金融商品取引法では、現物決済をしても良いが差金決済することが出来る先物取引・先渡取引がデリバティブ取引としていて、絶対に差金決済できないタイプの先渡取引はデリバティブ取引ではないとしている。

### オプション取引
オプション取引とは、ある原資産について、あらかじめ決められた将来の一定の日または期間において、一定のレートまたは価格（行使レート、行使価格）で取引する権利を売買する取引である。原資産を買う権利についてのオプションをコールオプション、売る権利についてのオプションをプットオプションと呼ぶ。オプションの買い手が売り手に支払うオプションの取得対価はプレミアムと呼ばれる。

### スワップ取引
スワップ取引とは、あらかじめ決められた条件に基づいて、将来の一定期間にわたり、キャッシュ・フローを交換する取引である。

## 区分

### 市場取引と店頭取引
デリバティブ取引は市場デリバティブ取引と店頭デリバティブ取引に分けられる。店頭取引は市場を使わず、金融機関などと行う相対取引の事を指す。証券会社が店頭取引で受け取った注文は、証券会社内部で処理することもあれば、再度市場に流して処理することもある。
なお、金融商品取引法第2条20項では、デリバティブ取引を市場デリバティブ取引、店頭デリバティブ取引、外国市場デリバティブ取引の3種類に分けていて、市場デリバティブ取引は日本市場のことだけを指すという分かりにくい定義をしている。日本の法律ではこれに従い、市場デリバティブ取引は日本市場のことを指す。ややこしいことに、店頭デリバティブ取引の方は、外国の金融機関を含むという定義になっている。
金融商品取引法第2条では以下のように分類している。
- 21項[14] - （国内）市場デリバティブ取引
  - 1号 - 先物取引
  - 2号 - 指標先物取引
  - 3号 - 市場オプション取引
  - 4号, 4号の2 - 市場スワップ取引
  - 5号 - 市場クレジットデリバティブなど
  - 6号 - その他政令で規定
- 22項[15] - 店頭デリバティブ取引
  - 1号 - 先渡取引
  - 2号 - 指標先渡取引
  - 3号 - 店頭オプション取引
  - 4号 - 店頭指標オプション取引
  - 5号 - 店頭スワップ取引
  - 6号 - 店頭クレジットデリバティブなど
  - 7号 - その他政令で規定
- 23項[16] - 外国市場デリバティブ取引

店頭FXは第2条22項1号、店頭CFDは第2条22項2号に含まれるとされる。
また、金融商品取引法では、現物決済をしても良いが差金決済が出来る先物取引・先渡取引をデリバティブ取引としており、先渡取引でも差金決済を許容しないものはデリバティブ取引ではないとしている。現物決済のみの為替予約は要件を満たさず、差金決済の為替予約やノンデリバラブル・フォワードは要件を満たす。

#### 日本の取引所の問題点
世界では2004年から2017年にかけてコモディティの市場デリバティブの取引高が8倍に増えたのにもかかわらず、日本国内の取引高は5分の1に減り、2003年度をピークに減少し続けている。2017年の農産物の取引高は1997年のピーク時の64分の1になっている（2020年は更にひどく2017年比で例えば小豆は193分の1で市場消失間近）。その問題を解決するための1つとして、2020年7月27日に大阪取引所が金融商品とコモディティの両方を扱う総合取引所となったが、例えば一般大豆先物はどんどん減り続け2020年にたった2枚しか取引されず、まともに取引が成立しない状況が続いている。
| 原資産          | 先物取引 | オプション取引     |
| --------------- | --- | ------------------ |
| 株価指数        | 大阪取引所（活発）                                                                                            | 大阪取引所（活発） |
| 個別株          | N/A | 大阪取引所         |
| 長期国債        | 大阪取引所 | 大阪取引所         |
| 短期金利        | 東京金融取引所 ユーロ円3か月金利のみ                                                                          | 出来高0            |
| 外国為替        | N/A | N/A                |
| エネルギー 電力 | 東京商品取引所 例えばガソリンは2003年と2020年の比較で 出来高が249分の1になっていて 市場が消失しかかっている。 | N/A                |

## 数理
デリバティブのプライシング理論は、金融工学の主要なトピックである。有名な「ブラック-ショールズ方程式」は、ヨーロピアンオプションの評価式である。デリバティブのプライシング理論は、文科系出身者が多い銀行業界では、「難しい理論であり、一部のクオンツだけのもの」とされることが多く、金融業界では「デリバティブは35歳を過ぎたら習得できない」などと言われることが多い（実際、デリバティブの数理では、確率微分方程式が出てくることが多い）。しかし、近年ではファイナンス系の大学・大学院が増えていること、デリバティブに関する書籍・解説書が増えており、デリバティブの数理に対するハードルは徐々に下がっている。
なお、一部の債券についてもデリバティブ取引のプライシング方法が応用される。

## 問題行為
三井住友銀行が金利スワップ取引の販売において優越的地位の濫用を行ったとして2006年4月に金融庁から行政処分を受けた。
2004年から2010年9月にかけてみずほ・三菱東京UFJといったメガバンクが、リスクヘッジ機能を持つオプションの「買い」とリスクテイクとなるオプションの「売り」を組み合わた外国為替オプションを、「リスクヘッジ商品」と称して大々的に販売を行った。(6万件以上)。実際にはリスクヘッジ効果の何倍ものリスクを負うことになる、リスクヘッジとは正反対のリスクテイク商品であり、多数の企業が多額の為替差損を被ることとなったため、訴訟・ADRの申し立てが多発し社会問題となっている。(2010.12.4週刊ダイヤモンド　2011.7.5週刊エコノミスト他)
仕組債及びそれを組み込んだノックイン投信に関する被害状況は仕組債を参照。

## 会計処理
現在の会計基準によれば、デリバティブ取引については、契約の締結時において、その発生を認識しなければならない。契約の決済すなわち、取引の終了時点に、契約から生じるリスクとリターンが契約当事者に帰属するためである。
また、毎期末においてデリバティブ取引において生じる正味の債権または債務は、時価をもって貸借対照表に計上され、評価差額は当期の損益として損益計算書に計上される。つまり、デリバティブ取引により生じた利益や損失は、ただちに損益計算書及び貸借対照表などの財務諸表に反映される。
ただし、ヘッジ会計における繰延ヘッジによる場合には、デリバティブ取引による評価差額は、貸借対照表の純資産の部における評価換算差額などに、「繰延ヘッジ損益」等の科目をもって計上されるが、損益計算書においては計上されない。例を挙げるならば、持ち合い株式などの「その他有価証券」に、デリバティブ取引によるヘッジ会計を適用していた場合、その他の有価証券が売却されるまで、損益計算書に損益が認識されることは無く、貸借対照表に評価差額が計上されることとなる。

## ギブアップ制度
ある者Aがデリバティブ取引の注文を別の者Bに委託した場合において、Bが、別の者Cに対して、当該注文に関する発生する清算・決済の手続きを行わせることをギブアップといい、ギブアップを行うための制度をギブアップ制度という。また、前述の例におけるCから見て、Bから清算・決済の手続きを引き受けることをテイクアップという。
日本の金融庁が2007年に報道発表した資料によれば、本制度により、投資者の決済関連業務に係る事務コスト及び証拠金所要額の軽減ができる場合があるとされ、日本国外の主要なデリバティブ市場では一般的な制度であるとされる。
日本の証券取引所（法改正により、現在相当するのは金融商品取引所）における先物・オプション取引にかかる本制度にかかる要望があったことから、金融庁は2007年にパブリックコメントを実施のうえで、証券会社に関する内閣府令等を改正した。

### 日本の取引所におけるギブアップ制度
2020年10月現在においてギブアップ制度を導入している日本の取引所は以下の通り。デリバティブ取引を取り扱う全ての金融商品取引所ならびに商品取引所が導入していることになる。
- 東京金融取引所（1999年10月開始）[27]
- 大阪取引所[28]
- 東京商品取引所[29]
- 大阪堂島商品取引所[30]